# Grönmussling
Grönmussling (Panellus serotinus) är en svampart som först beskrevs av Christiaan Hendrik Persoon, och fick sitt nu gällande namn av Robert Kühner 1950. Panellus serotinus ingår i släktet Panellus och familjen Mycenaceae.   Inga underarter finns listade i Catalogue of Life.
I den svenska databasen Dyntaxa används istället namnet Sarcomyxa serotina för samma taxon.  Arten är reproducerande i Sverige.

## Källor

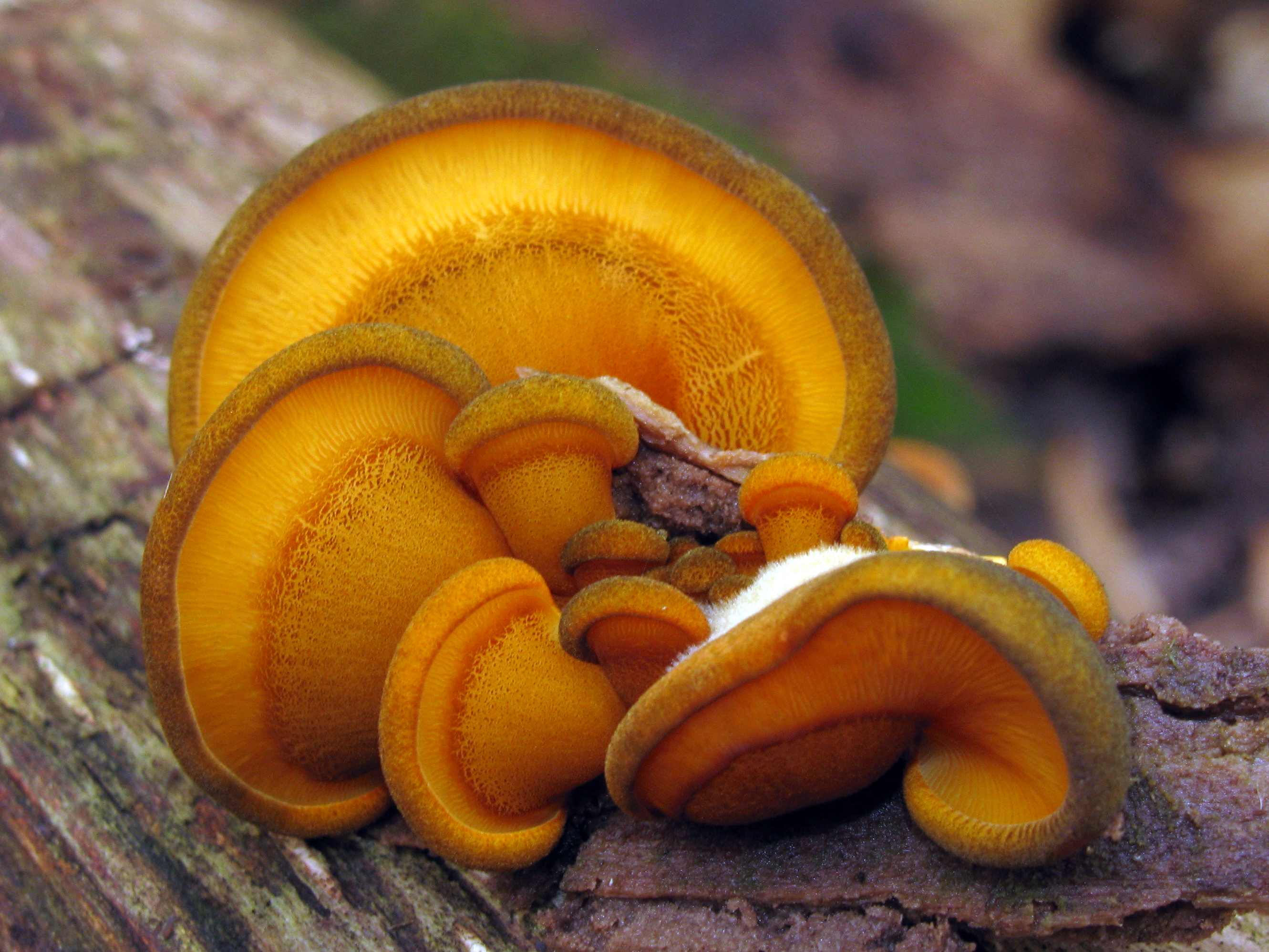
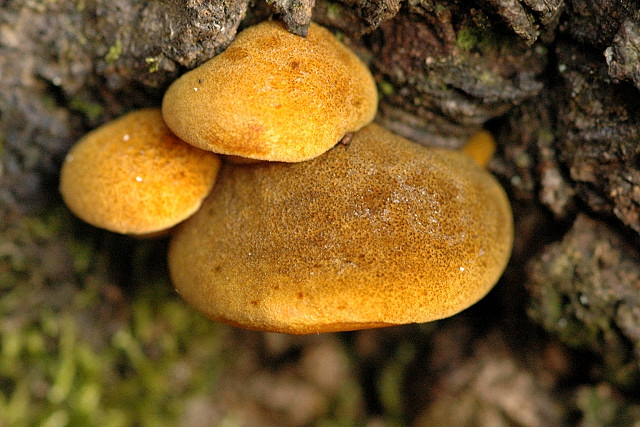
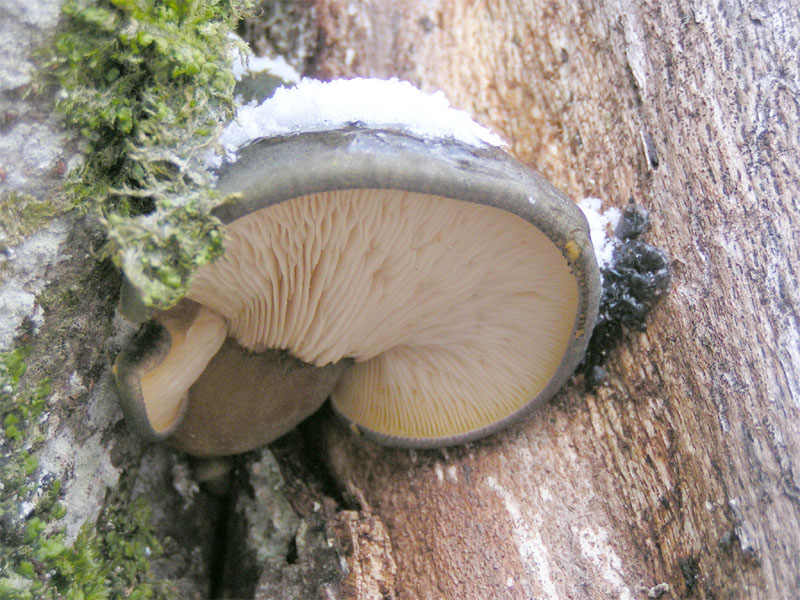
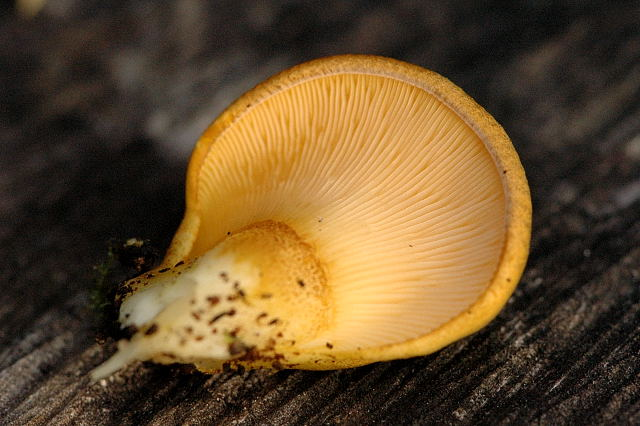
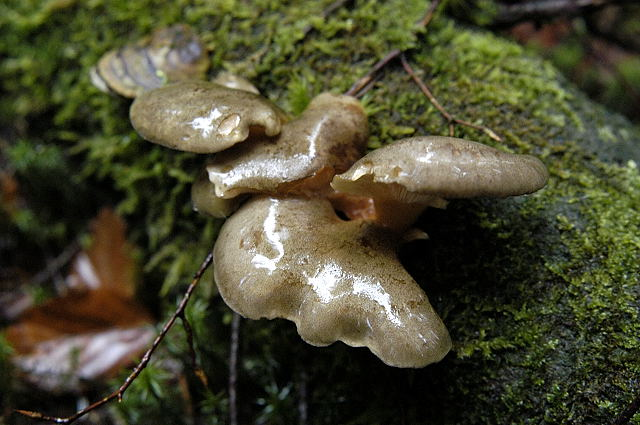
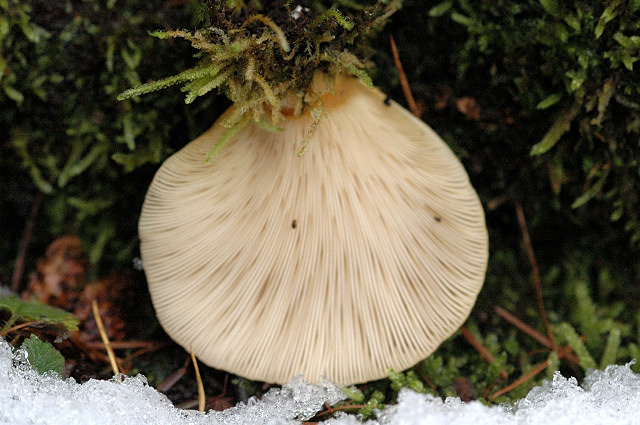